# Anushavan
Anushavan là một đô thị thuộc tỉnh Shirak, Armenia. Dân số ước tính năm 2011 là 2211 người.